# Lexus HS

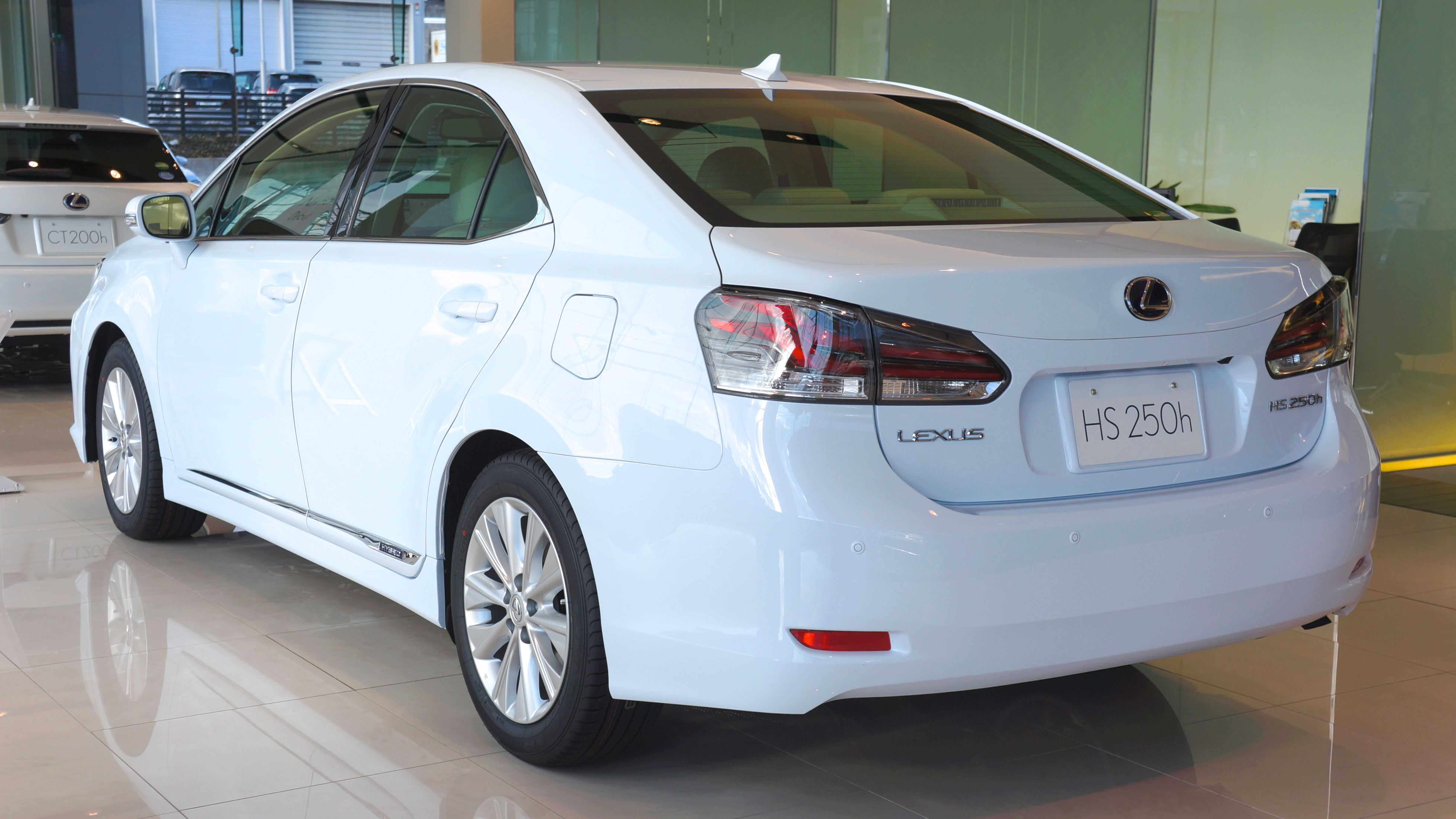
Heckansicht

Der Lexus HS ist ein Mittelklasse-Hybrid-Modell des japanischen Automobilherstellers Lexus. Er wurde auf der North American International Auto Show im Januar 2009 in Detroit vorgestellt und wurde ab Juli 2009 auf dem japanischen Markt verkauft. In den Vereinigten Staaten kam das Fahrzeug im August 2009 in den Handel, Lexus nahm es dort jedoch bereits im Januar 2012 aufgrund einer zu geringen Nachfrage wieder vom Markt. Im Januar 2013 wurde die Limousine einem Facelift unterzogen. 2018 stellte Lexus die Produktion des Fahrzeugs ersatzlos ein.
Der HS basiert auf der dritten Generation des Toyota Avensis. Der Toyota SAI ist ein Schwestermodell, mit dem sich der HS die Plattform und den Hybrid-Antriebsstrang teilt.
Die Limousine ist mit einem nach dem Atkinson-Zyklus arbeitenden 4-Zylinder-Motor ausgerüstet, der zu einer Systemleistung von 139 kW (187 PS) führt. Der HS beschleunigt auf 100 km/h in 8,4 Sekunden und wird bei 180 km/h elektronisch eingebremst. Der cw-Wert des Fahrzeugs liegt bei 0,27.
Nicht nur durch die Hybridtechnik schont der HS die Umwelt. Auch ein Drittel der verbauten Kunststoffe ist aus biologisch wiederverwertetem Material.

## Technische Daten
| Kenngrößen                                  | HS 250h                      |
| Bauzeitraum                                 | 2009–2018                    |
| Motorkenndaten                              |                              |
| Motortyp                                    | R4-Ottomotor + Elektromotor  |
| Hubraum                                     | 2362 cm³                     |
| Verdichtungsverhältnis                      | 12,5 : 1                     |
| max. Leistung                               | 110 kW (150 PS) bei 6000/min |
| max. Leistung E-Motor                       | 30 kW (41 PS)                |
| Leistung Gesamtsystem                       | 138 kW (187 PS)              |
| max. Drehmoment                             | 187 Nm bei 4400/min          |
| max. Drehmoment E-Motor                     | k. A.                        |
| Drehmoment Gesamtsystem                     | k. A.                        |
| Kraftübertragung                            |                              |
| Antrieb, serienmäßig                        | Vorderradantrieb             |
| Getriebe, serienmäßig                       | Stufenloses Getriebe         |
| Messwerte                                   |                              |
| Höchstgeschwindigkeit                       | 180 km/h (abgeregelt)        |
| Beschleunigung, 0–100 km/h                  | 8,4 s                        |
| Kraftstoffverbrauch auf 100 km (kombiniert) | 6,7 l Super                  |